# Achterbahn mit mehreren Fahrspuren

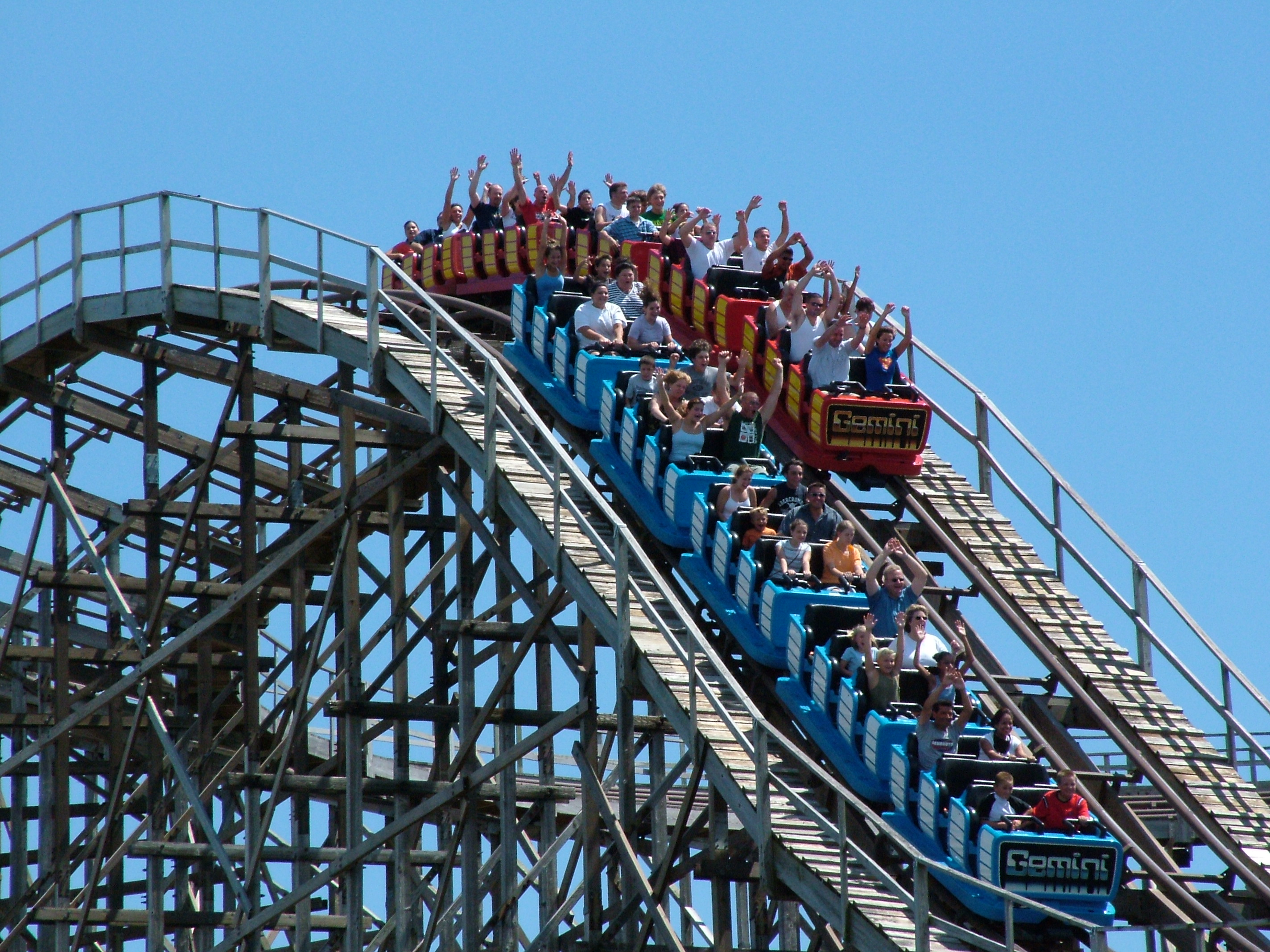
Racing-Achterbahn Gemini in Cedar Point

Bei einer Achterbahn mit mehreren Fahrspuren werden innerhalb einer Achterbahnanlage mehrere Strecken befahren. Es gibt verschiedene Typen: Racing-Achterbahnen, Duelling-Achterbahnen, Möbius-Achterbahnen und unabhängig operierende Mehrfachanlagen.

## Racing-Achterbahn

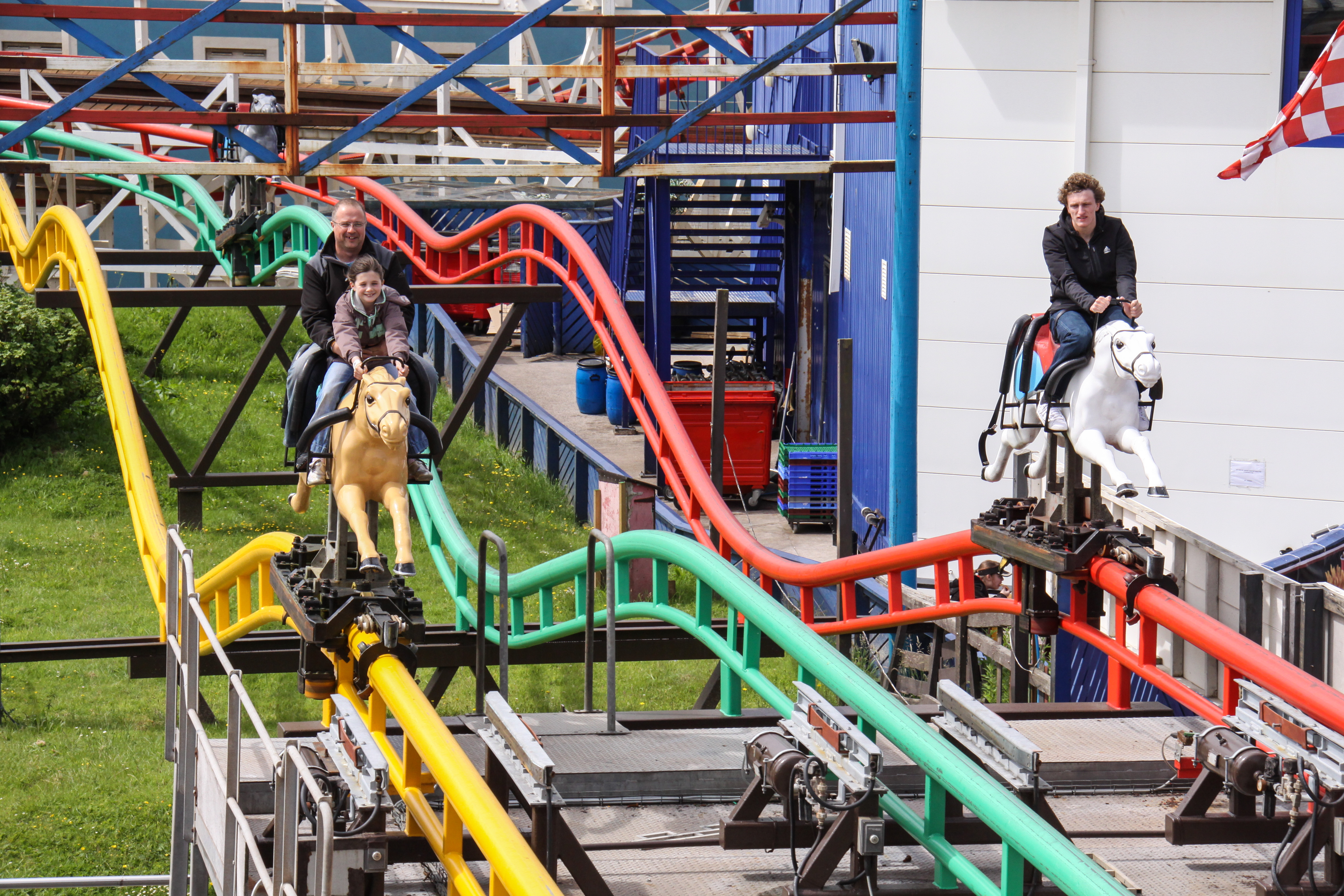
Steeplechase (Pleasure Beach Resort)

Eine Racing-Achterbahn (deutsch: Renn-Achterbahn) ist eine Achterbahn mit mehreren Fahrspuren, die weitgehend parallel verlaufen und bei denen der Start der Fahrt aufeinander abgestimmt wird, damit sich die Fahrzeuge ein Rennen liefern.
In den meisten Fällen werden Anlagen mit zwei Fahrspuren gebaut. John A. Miller baute in den 1930er Jahren mindestens zwei Holzachterbahnen mit drei Fahrspuren. Ebenso hat Steeplechase im englischen Freizeitpark Pleasure Beach Blackpool drei Spuren, eine Steeplechase-Bahn auf Coney Island hatte Anfang des zwanzigsten Jahrhunderts sogar acht Spuren.

### Beispiele
- American Eagle, Six Flags Great America – Holzachterbahn
- Windjammer Surf Racers, ehemals Knott’s Berry Farm – Stahlachterbahn
- Gemini in Cedar Point – Stahlachterbahn

## Duelling-Achterbahn

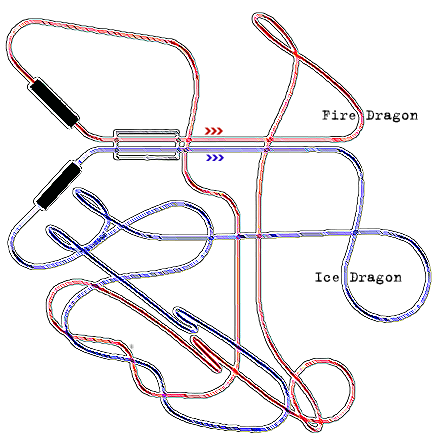
Streckenverlauf der Dragon Challenge in den Universal’s Islands of Adventure in Orlando

Eine Duelling-Achterbahn (deutsch: Duellierende-Achterbahn) ist ein Achterbahntypus aus zwei Achterbahnen mit ähnlichem Streckenverlauf die direkt nebeneinander stehen.
Anders als bei den Racing Achterbahnen verlaufen die Strecken weitgehend nicht parallel. Die Strecken beider Bahnen sind ungefähr gleich lang und die Abfahrt der Züge ist aufeinander abgestimmt. Station und Lifthill sind meist parallel zueinander, nach dem Lift nehmen die Bahnen dann aber unterschiedliche Wege zurück zu ihren Stationen. Aufeinander ausgerichtete Inversionen und die enge Streckenführung erwecken das Gefühl, als drohten die Bahnen zu kollidieren. So kommt es zu einem scheinbaren „Duell“ zwischen den beiden Bahnen.

### Beispiele
- Cop Car Chase, Movie Park Germany – die einzige in Deutschland beheimatete Duelling-Achterbahn wurde 2006 abgerissen.
- Dragon Challenge, Universal’s Islands of Adventure in Orlando, Florida – der weltweit einzig existierende duellierende Inverted Coaster, wurde am 4. September 2017 geschlossen und durch Hagridʼs Magical Creatures Motorbike Adventure ersetzt.
- Lightning Racer, Hersheypark in Hershey, Pennsylvania – Holzachterbahn
- Gwazi, Busch Gardens in Tampa, Florida – Holzachterbahn
- Joris en de Draak, Efteling in Kaatsheuvel, Provinz Noord-Brabant, Niederlande – Holzachterbahn

## Möbius-Achterbahn
Eine Sonderform der Racing- oder Duelling-Achterbahn sind die Möbius-Achterbahnen. Die Strecke gleicht dabei einem Möbiusband, es gibt nur eine unendliche Fahrstrecke anstatt von zwei unabhängigen, die Fahrzeuge erreichen am Ende der durchfahrenen Runde die jeweils andere Station. Möbius-Achterbahnen werden eher selten gebaut, die Roller Coaster DataBase verzeichnet nur zehn Bahnen.

### Beispiele
- Grand National, Blackpool Pleasure Beach – Holzachterbahn
- Racer, Kennywood – Holzachterbahn
- Max Adventures Master Thai, Mirabilandia – Stahlachterbahn

## Mehrfachanlage
Einige Achterbahnen werden als Mehrfachanlagen gebaut, ohne dass die Fahrspuren in besonderer Weise parallel verlaufen oder auf sonstige Art miteinander interagieren. Meist soll damit vor allem eine Steigerung der Besucherkapazität erreicht werden.

### Beispiele
- Matterhorn Bobsleds, Disneyland Park
- Winja’s Fear & Winja’s Force, Phantasialand – doppelt ausgelegter Spinning Coaster von Maurer Söhne
- diverse Wilde-Maus-Doppelanlagen, zum Beispiel Speedy Bob im Bobbejaanland – ehemals zwei spiegelbildlich aufgebaute Wilde Maus Achterbahnen mit parallel verlaufendem Lifthill, eine der Bahnen wurde 2008 abgebaut